# Baculentulus yodai
Baculentulus yodai är en urinsektsart som först beskrevs av Imadaté 1965.  Baculentulus yodai ingår i släktet Baculentulus och familjen lönntrevfotingar. Inga underarter finns listade.